# Бездружице
Бездружице (чеш. Bezdružice) град је у Чешкој Републици. Град се налази у управној јединици Плзењски крај, у оквиру којег припада округу Тахов.

## Становништво
Према подацима о броју становника из 2014. године град је имао 911 становника.